# Kudoa lateolabracis
Kudoa lateolabracis is een microscopische parasiet uit de familie Kudoidae. Kudoa lateolabracis werd in 2004 beschreven door Yokoyama, Whipps, Kent, Mizuno & Kawakami. 